# Gargallo
Gargallo (Gargal in piemontese) è un comune italiano di 1 757 abitanti della provincia di Novara in Piemonte.

## Storia

### Simboli
Lo stemma e il gonfalone sono stati concessi con DPR del 2 marzo 1954.
Lo stemma è d'azzurro, alla banda d'argento, attraversata da un castello, torricellato di un pezzo centrale, di rosso, merlato alla guelfa.
Il gonfalone è un drappo di azzurro.

## Monumenti e luoghi d'interesse
- Chiesa parrocchiale di San Pietro Apostolo

## Società

### Evoluzione demografica
Abitanti censiti

## Amministrazione
Di seguito è presentata una tabella relativa alle amministrazioni che si sono succedute in questo comune.
| Periodo        | Periodo        | Primo cittadino       | Partito                       | Carica  | Note  |
| -------------- | -------------- | --------------------- | ----------------------------- | ------- | ----- |
| 7 giugno 1985  | 12 giugno 1990 | Giuseppe Sacco        | Partito di Unità Proletaria   | Sindaco | [ 7 ] |
| 12 giugno 1990 | 24 aprile 1995 | Luigi Giulio Guidetti | Partito Socialista Italiano   | Sindaco | [ 7 ] |
| 24 aprile 1995 | 14 giugno 1999 | Gianpaolo Gattoni     | Alleanza Nazionale            | Sindaco | [ 7 ] |
| 14 giugno 1999 | 14 giugno 2004 | Rosella Griso         | -                             | Sindaco | [ 7 ] |
| 14 giugno 2004 | 8 giugno 2009  | Giampaolo Gattoni     | centro-destra                 | Sindaco | [ 7 ] |
| 8 giugno 2009  | 26 maggio 2014 | Pietro Guidetti       | lista civica                  | Sindaco | [ 7 ] |
| 26 maggio 2014 | 27 maggio 2019 | Pietro Guidetti       | lista civica Nuovi orizzonti  | Sindaco | [ 7 ] |
| 27 maggio 2019 | 10 giugno 2024 | Luigi Giulio Guidetti | lista civica Valori in comune | Sindaco | [ 7 ] |